# HD151456
HD151456 — хімічно пекулярна зоря спектрального класу
A3 й має видиму зоряну величину в смузі V приблизно  9,9.

## Пекулярний хімічний склад
Зоряна атмосфера HD151456 має підвищений вміст 
Si
.